# إلياس كهرمان
إلياس كهرمان (بالتركية: İlyas Kahraman)‏ هو لاعب كرة قدم تركي في مركز الوسط، ولد في 31 مارس 1976 في إسطنبول في تركيا. لعب مع أضنة سبور وأنطاليا سبور وبورصة سبور وبولو سبور ودنيزلي سبور وغازي عنتاب سبور وغلطة سراي ونادي إسطنبول باشاكشهر.

## وصلات خارجية
- إلياس كهرمان على موقع اتحاد تركيا (لاعب) (الإنجليزية)
- إلياس كهرمان على موقع اتحاد تركيا (مدرب) (الإنجليزية)
- إلياس كهرمان على موقع قاعدة بيانات كرة القدم.إي يو (الإنجليزية)
- إلياس كهرمان على موقع عالم كرة القدم.نت (الإنجليزية)